# Маркин, Андрей Леонидович
Андрей Леонидович Маркин (род. 24 мая 1965, Альметьевск, Татарская АССР) — российский государственный и политический деятель, депутат Государственной Думы Федерального Собрания РФ VI созыва (с 2011), заместитель председателя комитета по земельным отношениям и строительству, член фракции «ЛДПР».

## Биография
В 1990 году окончил Ижевский медицинский институт, по специальности «лечебное дело».
Учредил и участвовал в ряде коммерческих структур, в том числе ООО «Гремиха», ООО «Нива», ООО «Столица», ООО "Управляющая компания «Столица». С 1997 по 2002 годы руководил ООО «Газ-Инвест»; с 2002 по 2006 возглавлял ООО «Волгабурмаш-Ижевск»; с 2006 по 2009 годы — генеральный директор ООО "Управляющая компания «Столица», а с 2009 по 2011 годы — директор ООО "Строительная компания «Столица».
Возглавляет общественную организацию «Федерация футбола Удмуртской Республики».
7 августа 2007 года на внеочередной конференции ЛДПР был единогласно избран новым координатором регионального отделения партии, после чего занял вторую позицию в её предвыборном списке в Государственную Думу после Михаила Питкевича. Отстранённый координатор Игорь Шипицын счёл, что при проведении конференции были нарушены устав партии и ФЗ «О партиях», в связи с чем обратился в суд.
2 октября Маркин возглавил партийный список кандидатов в депутаты Государственного Совета. По итогам состоявшихся 4 декабря выборов вошёл в региональный парламент и занял кресло председателя фракции либерал-демократов.
В сентябре 2011 года, после перехода Питкевича в «Народный фронт», возглавил республиканский список партии на выборах в Государственную Думу шестого созыва. На выборах региональное отделение партии получило 1 мандат, который передали Маркину.
В сформированном парламенте Андрей Маркин пост заместителя председателя комитета Думы по земельным отношениям и строительству.
В феврале 2014 года, перед началом кампании выборов главы Удмуртии, вероятной кандидатурой от ЛДПР на пост главы республики Андрей Маркин назвал себя, подчеркнув, что решение будет принимать высший совет партии. Официально был выдвинут в середине июня. По итогам выборов набрал 3,39 %, заняв третье место.

## Доходы
Согласно представленным декларациям, доход Маркина за 2013 год составил 5,519 млн рублей. В его собственности находятся 9 домов и 6 квартир на территории России (три из которых — в долевой собственности), а также несколько земельных участков общей площадью 12,8 тысяч квадратных метров.

## Критика
Ряд СМИ сообщали о причастности Маркина к криминальным структурам, связанным с хищениями нефти и нелегальной торговле оружием. Известен под прозвищем "Маркел"..